# Sara Jane Ho
Sara Jane Ho (em chinês:  何佩蓉) é uma educadora chinesa, socialite, e fundadora do Instituto Sarita, uma escola fundada em Pequim, em 2013. Ela é a especialista em etiqueta da série Mind Your Manners da Netflix de 2022. O New York Times a descreveu como uma representação dos novos "Superricos" da China.

## Infância e educação
Sara Jane Ho nasceu em Hong Kong, em dezembro de 1985. Seu pai ganhava a vida como empresário que construía hospitais para serem doados ao governo, enquanto sua mãe era executiva da indústria musical. A mãe de Sara morreu em 2007, quando Sara Jane tinha 21 anos e era sustentada pelo pai.
Sara Jane Ho frequentou a Peak School e a German Swiss International School, seguida pela Phillips Exeter Academy em New Hampshire, nos Estados Unidos. Ela estudou literatura inglesa na Universidade de Georgetown, onde atualmente faz parte do College Board, e possui MBA pela Harvard Business School.

## Carreira
Sara Jane Ho iniciou sua carreira como Analista de Fusões e Aquisições no New York Investment Banks, Perella Weinberg Partners.
Depois de se formar no Institut Villa Pierrefeu, uma escola suíça de aperfeiçoamento, Sara Jane mudou-se para Pequim em 2013 para estabelecer o Instituto Sarita. Esta foi sua primeira escola de etiqueta sofisticada, que ela fundou com o capital de seu pai. O preço de seus cursos variava de cerca de US$ 3.200 a US$ 16.000. Em maio de 2015, Sara Jane Ho abriu uma segunda escola em Xangai.
Sara Jane Ho é Global Shaper do Fórum Econômico Mundial.

## Reconhecimentos
- 2013 - Sara Jane Ho foi incluída na lista da Forbes 2013 de "Future Women in the Mix in Asia: 12 to Watch".[12]
- 2014 - O Institute Sarita foi reconhecido como uma das "50 empresas mais inovadoras do mundo" pela revista Fast Company.[13]
- 2015 - Sara Jane Ho foi escolhida uma das "Forbes 30 Under 30".[14]
- 2015 - Sara Jane Ho foi escolhida uma das 100 Mulheres mais inspiradoras do mundo pela BBC.[14]